# Лордкипанидзе, Семён Северианович
Семён Северианович Лордкипанидзе — советский хозяйственный и политический деятель.

## Биография
Родился в 1911 году в Тифлисе. Член КПСС.
Окончил строительный факультет Грузинского политехнического института.
Участник Великой Отечественной войны: начальник 2-го отделения штаба 63-й отдельной инженерно-саперной Севастопольской бригады РГК
В 1946—1955 гг. — заместитель директора Тбилисского авиационного завода имени Димитрова по строительству, директор Строительно-монтажного треста Министерства лёгкой промышленности Грузинской ССР, директор Горийского хлопчатобумажного комбината.
В 1955—1962 гг. — министр строительства Грузинской ССР.
В 1962—1967 гг. — первый заместитель Председателя Государственного планового комитета Грузинской ССР, председатель Государственного комитета по строительству Грузинской ССР.
В 1967—1972 гг. — министр промышленности строительных материалов Грузинской ССР.
Избирался депутатом Верховного Совета Грузинской ССР 4-8-го созывов. Делегат XXII съезда КПСС.
После 1972 года — советник Управления делами Совета Министров Грузинской ССР заместитель председателя Грузинского республиканского Совета ветеранов.
Умер в 1988 году в Тбилиси.

## Награды
- Орден Ленина
- Орден Отечественной войны I степени
- Орден Отечественной войны II степени (трижды)
- Орден Трудового Красного Знамени (дважды)
- Орден Красной Звезды (дважды)